# Jessica Fintzen
Jessica Fintzen est une mathématicienne allemande dont les recherches portent sur la théorie des représentations des groupes algébriques p-adiques, dans le cadre du programme de Langlands. Elle est professeure à la fois à l'université de Cambridge, à l'université Duke et à l'université de Bonn.

## Formation et carrière
Fintzen concourt pour l'Allemagne aux olympiades internationales de mathématiques de 2008, où elle obtient une médaille de bronze. Elle obtient un Diplom  (B. Sc.) en mathématiques à l'université Jacobs de Brême en 2011. Elle part ensuite à l'université Harvard pour des études supérieures en mathématiques, et soutient son Ph. D. en 2016 avec une thèse intitulée « On the Moy-Prasad filtration and stable vectors » dirigée par Benedict Gross.
Après des recherches postdoctorales à l'université du Michigan(2016-2020), à l'Institute for Advanced Study (2017-2018 et 2020-2021) et au Trinity College de Cambridge, où elle bénéficie d'une bourse de 2016 à 2022, elle devient professeure adjointe de mathématiques à l'université Duke avant d'y être promue professeure titulaire en 2022. Elle est également chargée de recherche et boursière de la Royal Society University et chargée de cours à l'université de Cambridge depuis 2020. Depuis 2022, elle est professeur titulaire à l'université de Bonn.

## Prix et distinctions
- 2018 : prix de thèse Friedrich Hirzebruch de la Fondation allemande des bourses d'études et de la fondation Theodor Pfizer[5] ;
- 2018 : prix de thèse 2018 de l'Association pour les femmes en mathématiques[6],[2] ;
- 2021 : bourse Sloan[7] ;
- 2022 : prix Whitehead, « pour son travail révolutionnaire en théorie des représentations, en particulier pour ses liens avec la théorie des nombres via le programme de Langlands (local) »[8] ;
- 2024 : première lauréate du cours Peccot international pour l'année 2023-2024[9] ;
- 2024 : prix Frank-Nelson-Cole en algèbre « pour son travail qui modifie la façon de comprendre les représentations des groupes p-adiques, en particulier pour l'article “Types for tame p-adic groups”[10] »[11] ;
- 2024 : prix de la Société mathématique européenne.